# スティーヴン・カルプ
スティーヴン・カルプ(Steven Bradford Culp,1955年12月3日-)はアメリカ合衆国・カリフォルニア州ラホヤ出身の俳優。

## 経歴
海軍将校の息子に生まれたが、両親は後に離婚している。1978年に卒業したウィリアム・アンド・メアリー大学では英文学を専攻し、イギリスのエクセター大学とブランダイス大学でも学んだ。
1993年の『13日の金曜日』の第9シリーズ『ジェイソンの命日』が、初期の出演作であり、『犯罪捜査官ネイビーファイル』『スタートレック』シリーズなどへの出演で知られている。また、『ノーマ・ジーンとマリリン』と『13デイズ』でロバート・ケネディ役を二度演じている。2004年放送開始のテレビシリーズ『デスパレートな妻たち』では、主人公の主婦の一人ブリーの完璧主義に悩まされる夫、レックス・バン・デ・カンプ役で注目を浴びた。テレビシリーズに多く出演している。
2006年1月1日、ヴァージニア州に住む異父妹キャスリン・ハーヴェイが、夫や子供達と共に喉を切られて殺害されるという事件が起きた。犯人のリッキー・ジェイヴォン・グレイは死刑を宣告された後、2017年1月18日、薬殺刑に処された。この事件に関する詳細は2006 Richmond spree murdersを参照。

## 主な出演作品

### 映画
| 公開年 | 邦題 原題                                                                         | 役名                     | 備考                           |
| ------ | --------------------------------------------------------------------------------- | ------------------------ | ------------------------------ |
| 1993   | 13日の金曜日/ジェイソンの命日 Friday the 13th: Anniversary of Jason               | ロバート・キャンベル     |                                |
| 1996   | ノーマ・ジーンとマリリン Norma Jean & Marilyn                                     | ロバート・ケネディ       | テレビ映画                     |
| 2000   | ベティ・サイズモア Nurse Betty                                                    | 友人#2                   |                                |
| 2000   | ジェシカおばさんの事件簿/寒い国から来た標的 Murder, She Wrote: A Story to Die For | ウィリアム               | テレビ映画                     |
| 2000   | 13デイズ Thirteen Days                                                            | ロバート・ケネディ       |                                |
| 2001   | 魔界覇王 How To Make A Monster                                                    | ドラモンド               | テレビ映画                     |
| 2002   | ネメシス/S.T.X Star Trek Nemesis                                                  | マーティン・マッデン中佐 | 本編から削除されたシーンに登場 |
| 2002   | 卒業の朝 The Emperor's Club                                                       | マーティン・ブライス     |                                |
| 2007   | ファイアー・ドッグ 消防犬デューイの大冒険 Firehouse Dog                           | ザカリー・ヘイデン       |                                |
| 2017   | あなたの旅立ち、綴ります The Last Word                                            | サム・サーマン           |                                |
| 2018   | ザ・ラストシップ The Last Ship                                                    | 大統領                   |                                |

### テレビシリーズ
| 放映年    | 邦題 原題                                                            | 役名                                      | 備考                                      |
| --------- | -------------------------------------------------------------------- | ----------------------------------------- | ----------------------------------------- |
| 1989      | TVキャスター マーフィー・ブラウン Murphy Brown                       | ブラッド・ストックトン                    | 1エピソード                               |
| 1990      | 名探偵ダウリング神父 Father Dowling Mysteries                        | ビル・テイラー                            | 1エピソード                               |
| 1996      | ビバリーヒルズ高校白書 Beverly Hills, 90210                          | ドレッセン                                | 1エピソード                               |
| 1997      | ドクタークイン 大西部の女医物語 Dr. Quinn, Medicine Woman            | ピーター・ドイル                          | 1エピソード                               |
| 1997-2004 | 犯罪捜査官ネイビーファイル JAG                                       | CIA捜査官クレイトン・ウェッブ             | 41エピソード                              |
| 1998      | シカゴ・ホープ Chicago Hope                                          | ターナー                                  | 1エピソード                               |
| 1999,2004 | ER緊急救命室 ER                                                      | チャールズ・キャメロン デイブ・スペンサー | 2つの役で5エピソード                      |
| 2000      | アリー my Love Ally My Love                                          | ディクソン                                | 2エピソード                               |
| 2000      | プロビデンス Providence                                              | ジョーダン・ロバーツ                      | 1エピソード                               |
| 2002      | 女検死医ジョーダン Crossing Jordan                                   | リック・フレイザー刑事                    | 1エピソード                               |
| 2002,2003 | ザ・プラクティス ボストン弁護士ファイル The Practice                 |                                           | 別の役で2エピソード                       |
| 2003      | 24 -TWENTY FOUR- 24                                                  | テッド・シモンズ捜査官                    | 3エピソード                               |
| 2003-2005 | ザ・ホワイトハウス The West Wing                                     | ジェフ・ハフリー下院議長                  | 9エピソード                               |
| 2003      | 弁護士ジャック・ターナー The Lyon's Den                              | ブラッド・マニング                        | 1エピソード                               |
| 2003-2004 | スタートレック:エンタープライズ Star Trek: Enterprise                | ヘイズ少佐（MACO）                        | 5エピソード                               |
| 2004      | CSI:科学捜査班 CSI: Crime Scene Investigation                        | メンデス警部補                            | 1エピソード                               |
| 2004-2012 | デスパレートな妻たち Desperate Housewives                            | ドクター・レックス・バン・デ・カンプ      | 31エピソード                              |
| 2007      | NUMBERS 天才数学者の事件ファイル Numb3rs                             | グラハム・ラーソン刑事                    | 1エピソード                               |
| 2007      | Traveler                                                             | 特別捜査官フレッド・チャンバース          | 8エピソード                               |
| 2007      | クローザー The Closer                                                | ルーカス                                  | 2エピソード                               |
| 2007      | NCIS 〜ネイビー犯罪捜査班 NCIS: Naval Criminal Investigative Service | ウィリアム・スキナー海軍中佐              | 1エピソード                               |
| 2007      | スターゲイト アトランティス Stargate Atlantis                        | ヘンリー・ウォレス                        | 1エピソード                               |
| 2007      | ボストン・リーガル Boston Legal                                      | ノーマン・ウィルソン                      | 1エピソード                               |
| 2008      | ミディアム 霊能者アリソン・デュボア Medium                           | ダレン・スウェンソン                      | 1エピソード                               |
| 2008      | クリミナル・マインド FBI行動分析課 Criminal Minds                    | レスター・スターリング                    | 第3シーズン第19話『記憶を失くした殺人犯』 |
| 2008      | メンタリスト The Mentalist                                           | モーガン                                  | 1エピソード                               |
| 2008      | 弁護士イーライのふしぎな日常 Eli Stone                               | ジム・クーパー                            | 2エピソード                               |
| 2008-2009 | 女捜査官グレイス 〜天使の保護観察中 Saving Grace                     | ブラッド・ゴルストン刑事                  | 3エピソード                               |
| 2009      | ムーン・パニック Impact                                              | エドワード・テイラー                      | ミニシリーズ                              |
| 2009      | コールドケース 迷宮事件簿 Cold Case                                  | エヴァン・プライス                        | 1エピソード                               |
| 2009      | CSI:マイアミ CSI: Miami                                              | ジェリー                                  | 1エピソード                               |
| 2010      | ゴースト 〜天国からのささやき Ghost Whisperer                        | デイヴ・ウォーカー                        | 1エピソード                               |
| 2010      | バーン・ノーティス 元スパイの逆襲 Burn Notice                        | クリスチャン・エイキンズ                  | 1エピソード                               |
| 2010      | ディフェンダーズ 闘う弁護士 The Defenders                            | クリント・ハーパー                        | 1エピソード                               |
| 2011      | LAW & ORDER:LA Law & Order: Los Angeles                              | ベン・コリガン                            | 1エピソード                               |
| 2011      | 続ハリーズ・ロー 裏通り法律事務所 Harry's Law                        | ミスター・ケネディ                        | 1エピソード                               |
| 2011      | ボディ・オブ・プルーフ 死体の証言 Body of Proof                      | エリック・グレイソン                      | 1エピソード                               |
| 2012      | 私はラブ・リーガル Drop Dead Diva                                    | ブルース・フォアマン                      | 1エピソード                               |
| 2012      | パーセプション 天才教授の推理ノート Perception                       | ジョン・F・ケネディ                       | 1エピソード                               |
| 2012      | グレイズ・アナトミー 恋の解剖学 Grey's Anatomy                       | パーカー                                  | 4エピソード                               |
| 2013      | レボリューション Revolution                                          | エドワード・トルーマン                    | 5エピソード                               |
| 2014-     | BOSCH/ボッシュ Bosch                                                 | リチャード・オシェイ                      |                                           |
| 2017      | 宇宙探査艦オーヴィル The Orville                                     | ウィルクス                                | ゲスト                                    |
| 2018      | ザ・ラストシップ The Last Ship                                       | ジョシュア・ライス大統領                  |                                           |